# Baksa-Soós Attila
Baksa-Soós Attila (Budapest, 1972. május 24. –) magyar író, költő, zenész, építész. Írásait az alábbi művészneveken is publikálja: felhőjáró Sokcsillagos Írókéz, Frank Cloudwalker, Skystep.

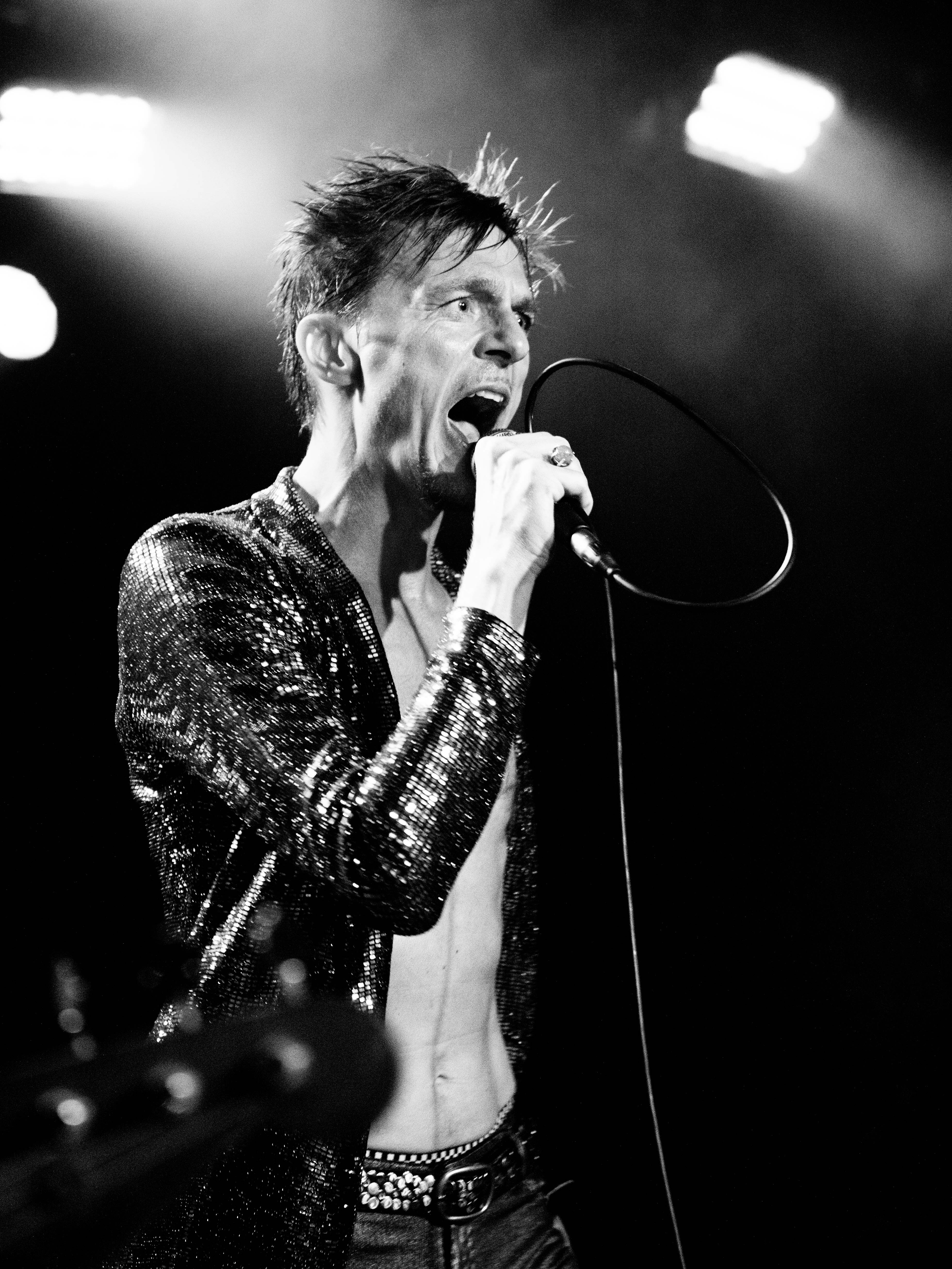
2023 őszén a Wake Up 1230 egyik fellépésén
Rohonczi Anita felvétele

## Életrajza

### Családja
Apai nagyapja Baksa-Soós László színész, a Magyar Rádió főrendezője, anyai nagyapja Luzsicza Lajos festőművész, a Műcsarnok egykori igazgatója, nagy-nagybátyja Baksa-Soós György, szobrász, anyja Stiller-Luzsicza Ágnes festőművész, apja Baksa-Soós János zenész, képzőművész, nagybátyja Luzsicza Árpád grafikus, felesége Gréta. Első feleségétől két gyermeke született, Lelle (1997) és Csanád (2000).

### Tanulmányai
A budapesti Kodály Zoltán Ének-zenei Általános Iskola után a Toldy Gimnáziumba és a düsseldorfi Goethe Gimnáziumba járt. Tanulmányait a müncheni Műegyetemen, az Építészeti Főiskolán és a Nottingham Trent egyetemen zárta. 2007-től 2010-ig tagja volt a Ferencvárosi Deák Alapítvány kuratóriumának. Építészként tagja az Észak-Rajna Westfáliai Építész Kamarának. Időszakosan munkatársa a Szegedi Tudományegyetemnek, előad a Közép-európai Egyetemen (Central European University) és a Pécsi Tudományegyetemen.
Egyetemi évei alatt bármixerként, ácsként, főpincérként és egy nevelőotthon gondnokaként is dolgozott számos más alkalmi munka mellett.

### Munkássága

#### Zenei pályafutása[10]
1985-ben elsőként végzett a budapesti fuvolaversenyen. A Shaking Dog Meal (1999-ben) valamint a Gülüsz és a Tétova (2007) együttesek alapító tagja, énekese. Rendszeresen lép színpadra saját szerzeményeivel és zenésztársaival közösen jegyzettekkel (például Loretta - Papp Szabolccsal (Supernem), Budapest No Hong Kong - Hippikillerrel, Miskolc:Miskolc - Egyedi Péterrel (Óriás), Wild colours - Frenkkel, Dr. Zsivágó és az Amerikai Gepárd). A Wake Up 1230 formáció (Baksa-Soós Attila – ének, szövegírás; Frenk – szólógitár, zeneszerzés; vokál; Papp Szabolcs – basszusgitár; Beck László – dob) Wild Colours című dalával a Balcony TV chartjának első helyére került 2014 novemberében. 2021 áprilisának végén jelent meg Russian Tzar című videóklipjük Kálló Péter rendezésében. Wild Colors című nagylemezük 2021-ben, Silver Screen című kislemezük 2024-ben jelent meg.

Vezető szerkesztője az Open Air Rádiónak, ahol műsorvezetője a Rocklitera című kulturális műsornak, amelyben ismert magyar művészek mellett olyan beszélgetőpartnerei is voltak – többek között –, mint a Hollywood Undead zenekar.
Meghívott vendégként lépett fel Hobo hetvenéves születésnapi koncertjén.
2017-ben Skystep Fox néven (ének, fuvola, szintetizátor) Szűcs Krisztiánnal (Fox Fox – ének, gitár), Horváth Kristóffal (Some Fox – basszusgitár, vokál) és Vazul Császárral (Kaiser Fox – dobok, vokál, hugyhang) megalapították a Rühös Foxi nevű együttest, amelyben saját meghatározásuk szerint cloaca wave (kloáka wave) stílusban játszanak. Minőségi Üzenet (2017), Wellness Oratorium (2020) és Don’t Cry, Erika (2022) címekkel jelentettek meg nagylemezeket

#### Irodalmi munkássága
Kortárs német lírát és angol prózát fordít. Könyveit java részt saját maga illusztrálja. 2011-ben jelent meg Lewis Carroll A Snyárk-vadászatának Mann Lajos általi magyar fordítása a Drámatéka kiadásában, melynek illusztrációit jegyzi. Két novella erejéig társfordítója Charles Bukowski Forró vízi zene című Cartaphlius kiadó által megjelentetett novelláskötetének.
Írásai megjelentek már többek között az Élet és Irodalom, American C, Wan2, Crossroad, Lángoló Gitárok oldalain. Nagymacskák című verse 2015 decemberében a Budapest folyóiratban, Feromon című írása pedig a Szeretlek Magyarország online felületén jelent meg.

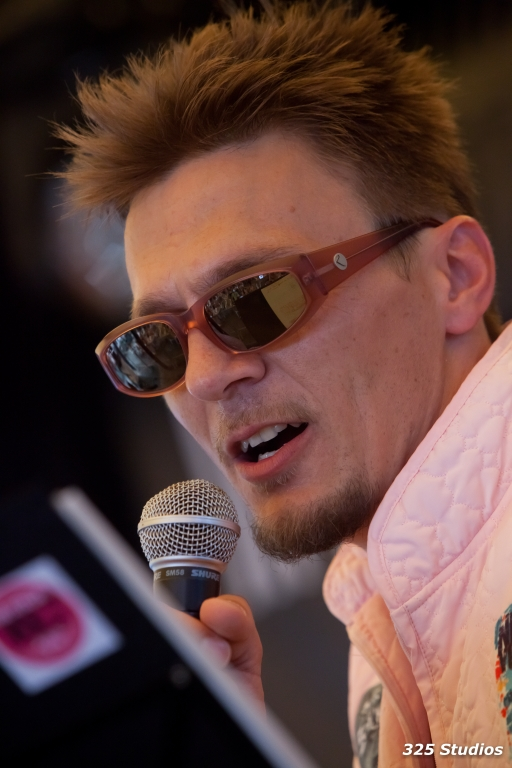
A 2012-es Sziget Fesztiválon
Sándor Péter felvétele

2013-ban Honoluluban a magyar tiszteletbeli konzul meghívására tartott irodalmi estet a Hawai'i szigetein élő magyar közösségnek. Tagja a Szépírók Társaságának.

##### Rocklitera
2011-ben jelent meg ROCKLITERA Vol.01 című könyve amelyben a szerző a fontosnak gondolt magyar zenekarokat és énekeseket gyűjtötte össze (30Y, The Twist, Soerii & Poolek, Amber Smith, Rutkai Bori, We Are Rockstars, Frenk, Žagar, Isten Háta Mögött, Nemjuci, Quimby, Heaven Street Seven, Supernem, The KOLIN, Neo, Kistehén, Anna & the Barbies, Hiperkarma). A kötet második része 2012-ben jelent meg ROCKLITERA Vol.02 címen. Ebbe a kötetbe került bele a Péterfy Bori & Love Band; Intim Torna Illegál; The Carbonfools; RotFront; Superbutt; Iván & the Parazol; Volkova Sisters; Tankcsapda; Kiscsillag; Óriás; Compact Disco; Subscribe; Hangmás; Magashegyi Underground; Mystery Gang; Vad Fruttik; Blind Myself; Bëlga. A kötetekbe bekerült fotókat Lékó Tamás készítette. A második kötetben lévő Kiscsillag együttesről szóló írás, amelynek címe Elengedés 2013-ban különálló műként megjelent a Pécsi Bölcsész közéleti és kulturális periodikában.

##### Könyvei
- 1999 – Vorogyin és az OMOSZ, regény
- Felhőjáró b-sa Baksa-Soós Attila: 1Hullámon Bár; magánkiadás, Budapest, 2003, ISBN 9789630633932[39]
- Éjjeli Utas, verseskötet, underground terjesztés (2006)
- Felhőjáró Baksa-Soós Attila sokcsillagos írókéz: Cinege a lábát; 2Republic, Budapest, 2009, ISBN 978-963-06-8353-1[40]
- Felhőjáró Baksa-Soós Attila: Rocklitera. Volume 01; fotó Lékó Tamás; Collective Art–Omikron, Budapest–Düsseldorf, 2011, ISBN 9789638942005[41]
- Nagy VOLT Fesztivál, album; társszerzőként, VOLT PRODUKCIÓ KFT. (2012). ISBN 9789630842488[42]
- Felhőjáró Baksa-Soós Attila: Rocklitera. Volume 02; fotó Lékó Tamás, vendégnovella Szűcs Krisztián; Silenos–Omikron, Budapest–Düsseldorf, 2012
- Szikvíz a tengerben; Silenos–Omikron, Budapest–Düsseldorf, 2013, ISBN 9789638940766
- Szikvíz a tengerben. Silenos Kiadó (2013). ISBN 9789638940780[43][44]
- Rocklitera Vol.02., Beck Zoltán (30Y) és Grecsó Krisztián előszavával, Silenos Kiadó (2012). ISBN 9789638940766[45]
- Tempó. Hybrid Art. (2018) ISBN 9786150013251[46][47]
- Rockopera. Tarandus Kft. (2022). ISBN 9786155584688[48]

Könyvei előszavait többek között Ligeti Nagy Tamás, Müller Péter Sziámi, Szirtes János, Igor Buharov, Christoph von B'Achosse, Grecsó Krisztián és Beck Zoltán jegyzik.

#### Performanszai és kiállításai
2010-ben alapító tagja a Gréti és a varázslók varietészínháznak. Mind irodalmi munkái, mind performanszai (például a Gödörben megrendezett Világveleje Fesztivál, FUGA, Litea, Írók Boltja, Doboz, Fogasház, Anker, Akvárium klub, Corvintető, Fészek klub, Ördögkatlan Fesztivál, VOLT Fesztivál, Sziget Fesztivál, Fishing on Orfű) egyedi látásmódját tükrözik. Rendszeresen celebrál performanszokat a nagyobb nyári fesztiválokon és külföldön (Berlin, London) és állít ki grafikáiból és irodalmi munkáiból (pl. Budapest, Balatonfüred, Miskolc, Gyál, Sopron, Nagyharsány). ROCKLITERA irodalmi-fotós kiállítása (Lékó Tamás fotóival) a Pécsi Tudományegyetem, Zenélő Egyetemének (ZEN), Beck Zoltánnak (30Y), Fülöp Zoltánnak és Lobenwein Norbertnek (VOLT Fesztivál) segítségével jött létre.  Tempó című könyvéből zenei-irodalmi kiállítás készült budapesti, soproni és pécsi kiállítási helyszínekkel.

#### Klip- és filmszerepei
Az Ivan & The Parazol együttes 2016-os Festők, Építészek, Szobrászok és Egyéb Komédiások (F.É.SZ.E.K.) című lemezéhez készített vágatlan kisfilmben önmagát alakította. A film Damokos Attila rendező, Nagy Marcell operatőr és Turán Eszter producer alkotása, amelyet a Fészek Művészklubban vettek fel. Baksa-Soós mellett olyan művészek szerepelnek benne mint Bródy János, a Mary PopKids és a Middlemist Red tagjai, Kemény Zsófi slammer és Frenk. Látható az Irie Maffia Feeling Great, a Zagar feat. Kama Sleepwalking, valamint a Wellhello Késő már Késő már, továbbá a Rühös Foxi, Senza Niente (2020), Wake Up 1230, Russian Tzar (2021), Wake Up 1230, Baby Star (2021) című videóklipekben. című videóklipekben. Török Ferenc 2014-es Senki szigete című filmjében matrózt alakít.
Műsorvezetője a Stereochrome interjúsorozatnak, ami a 2021 Online Video Audio Award (OVA) Interjú, Portré kategória győztese lett.

#### Egyéb közéleti tevékenységei
Társszervezője és árverésvezetője volt a 2016. október 28-án megrendezett B-oldal fotókiállítás és jótékonysági árverésnek, melynek teljes bevétele a Baltazár Színházat támogatta.  Támogatja a hajléktalanok megsegítésére megalapított Utcáról Lakásba Egyesületet, az ukrán háború kitörése óta folyamatosan támogatja a Magyarországra érkezett menekült gyermekeknek fenntartott Learning Without Borders menekült iskolát. Közreműködője a Szépírók Társasága 2023-as Támogatói Estjének Czinki Ferenc, Kemény Zsófi, Lee Olivér, Németh Gábor és Parti Nagy Lajos mellett.